# 梁大煐
梁 大煐（ヤン・デヨン、1993年5月2日 - ）は、大韓民国のラグビー選手。

## プロフィール
- 大韓民国出身[1]。
- ポジションはロック(LO)[2]。
- 身長 196 cm、体重 116 kg
- 韓国代表に選ばれたことがある[3]。

## 略歴
高麗大学、尚武 を経て、2018年、東芝ブレイブルーパスに加入。同年10月20日に行われたジャパンラグビートップリーグ第7節のHonda HEAT戦にて途中出場で公式戦初出場を果たす。
2021年、東芝ブレイブルーパスを退団した。